# Kanton Kaysersberg

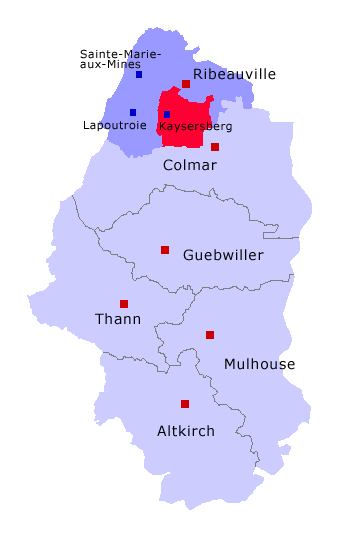
Lage des Kantons Kaysersberg im Arrondissement Ribeauvillé und im Département Haut-Rhin

Der Kanton Kaysersberg war von 1790 bis zu seiner Auflösung am 22. März 2015 ein französischer Wahlkreis im Arrondissement Ribeauvillé, im Département Haut-Rhin und in der früheren Region Elsass.

## Geschichte
Der Kanton wurde am 4. März 1790 im Zuge der Einrichtung der Départements als Teil des damaligen „Distrikts Colmar“ gegründet. Mit der Gründung der Arrondissements am 17. Februar 1800 wurde der Kanton als Teil des damaligen Arrondissements Colmar neu zugeschnitten. Von 1871 bis 1919 gab es keine weitere Untergliederung des damaligen Kreises Rappoltsweiler. Am 28. Juni 1919 wurde der Kanton Teil des neu gegründeten Arrondissements Ribeauvillé. Am 22. März 2015 wurde der Kanton aufgelöst.

## Gemeinden
- Ammerschwihr
- Beblenheim
- Bennwihr
- Ingersheim
- Katzenthal
- Kaysersberg
- Kientzheim
- Mittelwihr
- Niedermorschwihr
- Riquewihr
- Sigolsheim
- Zellenberg